# Abyssinie

Carte maritime, selon la description du Périple de la mer Érythrée.

L’Abyssinie (ou Al-Habash) est une région de la Corne de l'Afrique, située aujourd'hui dans le nord de l'Éthiopie, l'est du Soudan et le sud de l'Érythrée.
Elle était habitée par les Habash ou Abyssins, qui sont les ancêtres des Habashas actuels (Amharas, Tigrés). Les Abyssins sont évoqués pour la première fois au Ier siècle dans Le Périple de la mer Érythrée (des instructions nautiques grecques) comme exerçant un vaste commerce avec l’Égypte. Le document évoque également une relation forte avec le « Pays de l'encens », la région de Mehri au Yémen, qui sera marquée par le mythe partagé de la reine de Saba.
Toujours selon Le Périple de la mer Érythrée, les Abyssins et les Baribah (ancêtres des Somalis actuels) ont eu, par leurs villes portuaires comme Opone, des échanges commerciaux reliant l'Empire byzantin à l'Inde occidentale et à l'Afrique de l'Est par l'Égypte et par l'Arabie préislamique. En 530, l'Abyssinie signe un traité commercial avec un ambassadeur de l'empire romain d'Orient, représentant l'empereur Justinien Ier.
L'Abyssinie a ensuite été assimilée à l'empire éthiopien, dont les habitants se désignent sous le nom d’Habashas.

## Étymologie
L'Abyssinie est une ancienne désignation de l’Éthiopie, en usage principalement jusqu’au milieu du XXe siècle. Le terme peut désigner soit l’ensemble du territoire éthiopien, soit plus spécifiquement les hautes terres chrétiennes et sémitophones de l’Éthiopie et de l’Érythrée. Les formes avec un H- initial, comme en allemand Habesch ou Habessinien, remontent à une racine ancienne vraisemblablement sudarabique. Les formes avec un -y- interne, telles que Abyssinia en latin et en anglais, ou Abyssinien en allemand, résultent d'une fausse étymologie érudite, parfois perçue comme péjorative, fondée sur un rapprochement erroné avec le mot grec abyssos (« abîme »).
Contrairement au nom grec Aithiopia (Αἰθιοπία, « pays des visages brûlés »), Abyssinia serait une auto-désignation. Des formes anciennes du nom, telles que Hbsty, apparaissent dans les hiéroglyphes égyptiens pour désigner une région méridionale proche de la mer Rouge, en lien avec Punt, et sont probablement d'origine sudarabique. Dans les inscriptions sudarabiques épigraphiques (notamment sabéennes), le nom apparaît sous la forme HBS²T (transcrit Habasat), utilisé pour désigner soit des districts de part et d'autre de la mer Rouge, soit plus tard exclusivement une région située sur le territoire de l’actuelle Éthiopie. Plusieurs inscriptions mentionnent des rois de Habasat, en coalition ou en guerre avec les royaumes sudarabiques tels que Sabaʾ ou Himyar. Le roi GDRT de Habasat est associé à un souverain aksoumite du même nom, bien que cette correspondance ne soit pas confirmée.
Le terme apparaît aussi dans les inscriptions royales aksoumites en grec, en pseudo-sabéen et en guèze. Dans l’une des inscriptions du roi Ezana, Abyssinia est mentionnée comme l’un des neuf royaumes sur lesquels il règne, sous la forme HBST (guèze), HBS²TM (pseudo-sabéen), et Αἰθίοπες en grec. La forme hellénisée Abassin figure également sur des monnaies aksoumites du Ve siècle. Dans la cartographie médiévale et moderne, Abyssinia est souvent désignée comme le royaume du Prêtre Jean. Les cartes européennes des XVIIe et XVIIIe siècles lui attribuent fréquemment une extension démesurée allant parfois jusqu’à l’Afrique australe. Ce n’est qu’à la fin du XVIIIe siècle qu’elle est plus précisément localisée en Afrique orientale.
Dans la tradition arabe, al-Habasha désigne généralement l’Éthiopie ou une population noire africaine. Le terme Habasha a aussi donné lieu à des interprétations variées : certaines hypothèses relient son origine au verbe arabe ḥabasa (« rassembler, collecter »), tandis que d'autres y voient une désignation ethnique préislamique documentée dans les textes sudarabiques. L’idée que Habasha désignerait un « mélange de peuples » est ancienne, mais reflète plutôt une construction exogène, occidentale, fondée sur la diversité ethnolinguistique de l’Éthiopie.
Le mot est encore utilisé dans les langues éthiopiennes modernes, comme le tigrigna (Habasa) et l’amharique (Habasha, Abasha), parfois comme emprunt à l’arabe, ou comme héritage des formes guèzes et sudarabiques anciennes. Jusqu’au XIXe siècle, Habasha ne désigne que certaines régions du centre de l’Éthiopie dans les documents officiels. Ainsi, un traité de 1843 entre l’Éthiopie et la Grande-Bretagne nomme l’empereur yaHabasha nagus (« roi d’Abyssinie »), et non nəgusä nägästat zä’Ityop̣yā (« roi des rois d’Éthiopie »).

## Histoire de 1786 à 1974

### L'Ère des Princes 1786-1855
"L'Ère des Princes", aussi appelée Zemene Mesafent en langue amharique, fut une période de désordre au cours de laquelle plusieurs princes se succédèrent rapidement : entre 1755 et 1855, il y aurait eu vingt-huit règnes, et certains princes gouvernèrent à plusieurs reprises. Ces princes étaient des souverains Wara Sheh, qui gérèrent le royaume pendant sept décennies (1786-1853). Au cours de ces décennies, le Roi de la dynastie salomonique n'était plus qu'un fantoche entre les mains des potentats Wara Sheh qui gouvernaient en son nom. Cependant, ceux-ci ne furent jamais légitimes aux yeux de la noblesse locale qui entrait sans cesse en concurrence avec eux. Enfin, cette période fut marquée par une guerre civile qui sévit par intermittence d'une province à l'autre, pendant près de trois quarts de siècle.

### Tewodros II

#### Règne (1855-1868)

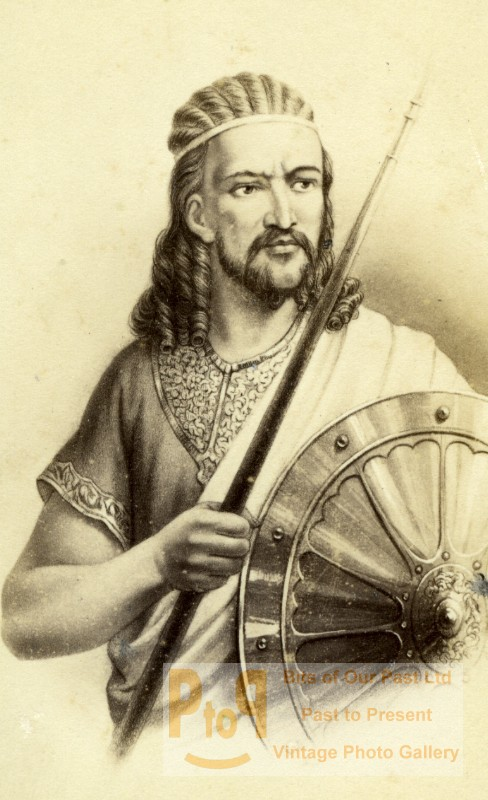
Empereur Tewodros II

L'année 1855 est souvent choisie pour délimiter la fin de l'Ère des Princes grâce au couronnement de Kassa Haylou qui prendra par la suite le nom impérial de Tewodros II. Dès son couronnement, l'Empereur Tewodros II s'engagea dans la restauration de l'Empire éthiopien et opéra un retour aux principes fondateurs. Tewodros II avait l'intention d'unir les diverses principautés de l'ère des princes sous son autorité ultime. Pour y arriver, il tenta de mettre en place une administration centralisée et une armée centrale. Pendant son règne, Tewodros II arriva à s'attacher les provinces centrales, à soumettre les régions du Galla, du Tigré et tout aussi difficilement que provisoirement, celle du Choa. Il passa la majeure partie de son règne en campagne militaire. Tewodros II était un fervent artisan de la réunification et de la modernisation du pays, il demandait à l'étranger des armes et des experts pour mettre sur pied ses réformes. L'empereur était aussi connu pour ses initiatives diplomatiques et il fut le premier roi depuis deux siècles à vouloir établir de fortes relations avec les puissances européennes, et surtout avec la Grande-Bretagne

#### Politique extérieure

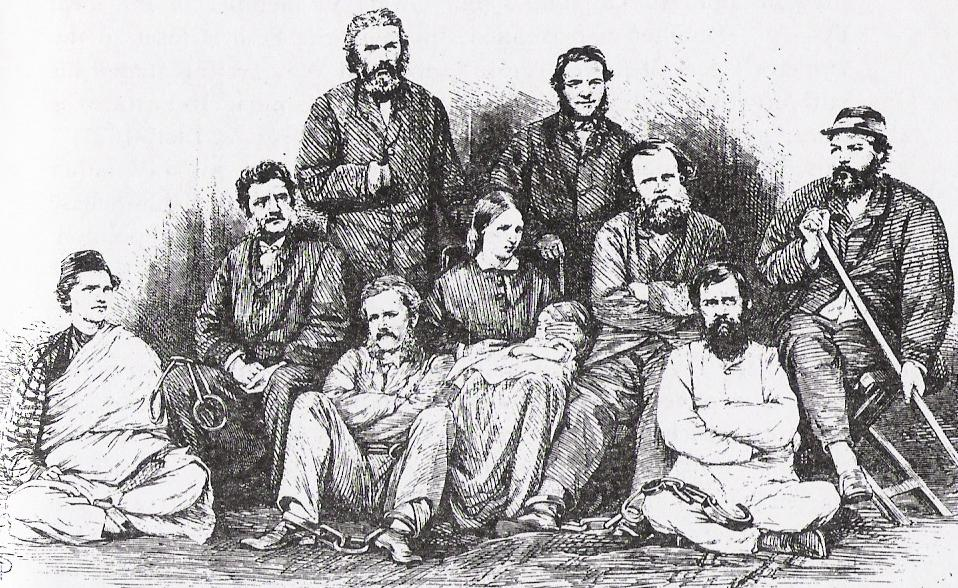
Prisonniers européens de Tewodros II

Dès le début de son règne, Tewodros II rencontra des problèmes aux frontières. L'Égypte, qui avait des prétentions territoriales sur l'Abyssinie, ne cessait ses raids frontaliers sur le territoire. Face à cette situation, l'Empereur fit appel à la Grande-Bretagne en pensant que le christianisme, qu'ils avaient en commun, l'encouragerait à l'aider dans sa cause contre l'Égypte musulmane. La réponse des Britanniques fut négative. Comme Tewodros II n'avait pas beaucoup d'alternatives pour exprimer son mécontentement aux Britanniques, il eut recours à des voies non diplomatiques en emprisonnant les Européens présents à sa cour, dont les experts qu'il avait fait venir pour la modernisation du pays, dans l'attente d'une réponse. Les Britanniques envoyèrent une armée pour délivrer les otages et punir l'Empereur en 1867. 

#### Politique intérieure et interventions britanniques
Pendant ce temps, la situation de Tewodros II à l'interne ne s'améliorait pas. Les administrations de son empire et de son armée avaient été exercées de manière fragmentée sous le contrôle de seigneurs régionaux et Tewodros II n'avait pas réussi à mettre à terme ses réformes. Parmi ces seigneurs, trois réussirent à gagner en puissance: Gobaze du Lasta, Kassa Merch du Tigray et Ménélik du Choa. L'opportunité de devenir le plus puissant des trois se présenta à Kassa grâce aux Britanniques qui, une fois arrivés à Massawa, lui demandèrent de collaborer. Il s'agissait de leur ouvrir une voie de passage et d'approvisionnement en échange d'armes à feu. Kassa accepta l'offre et ainsi, les Britanniques ne rencontrèrent aucune résistance en allant à Magdala, le repaire de Tewodros II. La bataille finale fut celle d'Arogué le 10 avril 1868 et porta un coup fatal à la situation politique de Tewodros II. Réalisant son échec, l'Empereur mit fin à ses jours trois jours plus tard. Les Britanniques quant à eux libérèrent les otages, donnèrent les armes à feu à Kassa et retournèrent  en Grande-Bretagne. Bien qu'à la fin du règne de Tewodros, l'Abyssinie fut plus divisée que jamais, l'Empereur avait réussi à entamer le processus de réunification nationale.

#### Succession
À la suite de la mort de Tewodros II, il y eut une compétition entre les trois principaux seigneurs (Gobaze, Kassa et Ménélik) pour le trône d'Abyssinie. Avec une armée de 60 000 hommes au moment de la bataille de Magdala, c'est Gobaze qui semblait supérieur aux deux autres et, rapidement, il s'auto-proclama empereur sous le nom de Tekle Giorgis en août 1868. Cependant, celui-ci fut rapidement détrôné par Kassa Merch qui, depuis l'accord avec les Britanniques, était devenu supérieur en armes.

### Yohannès IV

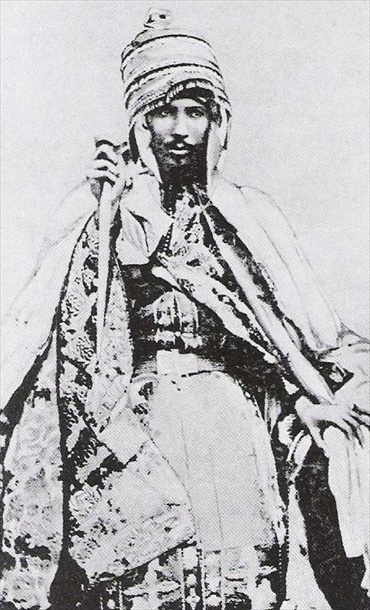
Yohannès IV.

#### Règne (1872-1889)
Kassa Merch devint maître du Tigré et supérieur par les armes devient empereur en 1872 sous le nom de Yohannès IV. Le nouvel empereur partageait le rêve de Tewodros II de créer un empire d'Abyssinie fort et unifié. Toutefois, Yohannès IV avait appris des erreurs de Tewodros II et essaya de renforcer son pouvoir, non pas en minant l'autorité des seigneurs régionaux, mais en reconnaissant et en utilisant cette autorité comme base du pouvoir central. Cependant, cette reconnaissance des pouvoirs régionaux était risquée. L'une des conséquences de cette politique fut que Ménélik, roi du Choa, avait pu établir une base de pouvoir solide et conquérir des territoires à l'est, à l'ouest et au sud du Choa.

#### Menaces extérieures
Pendant son règne, Yohannès IV fut confronté à plusieurs menaces extérieures qui mirent en danger la souveraineté et l'intégrité territoriale de l'Abyssinie. À la suite de l'ouverture du canal de Suez en 1869, la mer Rouge devint une route impériale importante et découvrit la partie orientale de l'Abyssinie aux convoitises des puissances européennes. La Grande-Bretagne et la France s'étaient alors emparées de quelques villes et ports en territoire éthiopien, surtout dans les régions du Djibouti, de la Somalie et de l'Érythrée actuels. Le négociant Arthur Rimbaud installe dans cette région, notamment à Harar, un Comptoir français assurant le commerce entre Djibouti, Zeilah et Aden, resté célèbre du fait de sa présence. 
L'Égypte, qui depuis longtemps était une rivale de l'Abyssinie, y poursuivait également son programme d'invasion. Grâce à la coopération avec l'Europe depuis Suez, le khédive Ismaïl avait modernisé son armée et était maintenant maître de Massawa. Peu de temps après, Yohannès IV dut faire face à une offensive égyptienne en Érythrée, dans les sultanats de Zeila et de Harar. À la fin des années 1870, Yohannès IV vainquit finalement l'Égypte, mais dès le début de la décennie suivante, il dut faire face à une autre menace: l'Italie.
En effet, l'empereur était confronté aux ambitions coloniales de l'Italie. Cette dernière voulait se constituer un empire. Dès 1885, Massawa (Massaoua) était devenu la capitale des possessions italiennes. Yohannès IV réussit à vaincre les Italiens lors de la bataille de Dogali en 1887, ce qui ralentit les intrusions italiennes pour un moment.
Le Soudan était un autre ennemi de longue date de l'Empire éthiopien et Yohannès IV dut également protéger son territoire des attaques des mahdistes soudanais. Les mahdistes avaient envahi et pillé le Gondar. Finalement, c'est lors des affrontements contre le Soudan que Yohannès trouva la mort à Matamma en mars 1889.

#### Politique intérieure
La politique intérieure de l'empereur Yohannès IV comportait trois volets : la soumission des principaux potentats régionaux, l'arbitrage de leurs différends et l'unification religieuse de l'empire. C'est seulement en 1878 que Ménélik accepta de se soumettre à l'autorité de Yohannès IV et ce ne fut pas sans confrontation.

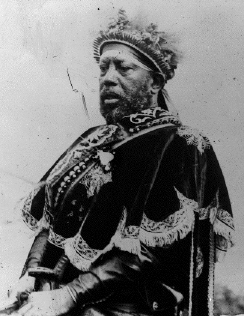
Ménélik II

### Ménélik II

#### Règne (1889-1913)
Paradoxalement, Ménélik II avait considérablement renforcé sa position lors du règne de Yohannès IV et, à la mort de ce dernier, il était devenu de loin le plus puissant des seigneurs régionaux. Ménélik II assura aisément la succession de l'Empire et les seigneurs du centre de l'Éthiopie, qui avaient été fidèles à Yohannes IV, se soumirent à lui sans trouble. À l'ère de Ménélik II, un changement majeur s'orchestra. Désormais, l'unique chance de survie de l'unité et de l'indépendance de l'Abyssinie reposait non plus sur la fortune des armes, mais davantage sur la diplomatie. Le nouvel empereur devait s'acquitter d'une triple tâche: 
- étendre le domaine de la couronne vers le sud, le sud-ouest et le sud-est, avec le souci constant d'intégrer politiquement et socialement les structures économiques qui avaient assuré au Choa sa prospérité;
- assurer la défense du nouvel édifice contre le danger du colonialisme qui menaçait l'Abyssinie de toutes parts;
- structurer l'empire et garantir ses frontières[31].

#### Politique extérieure

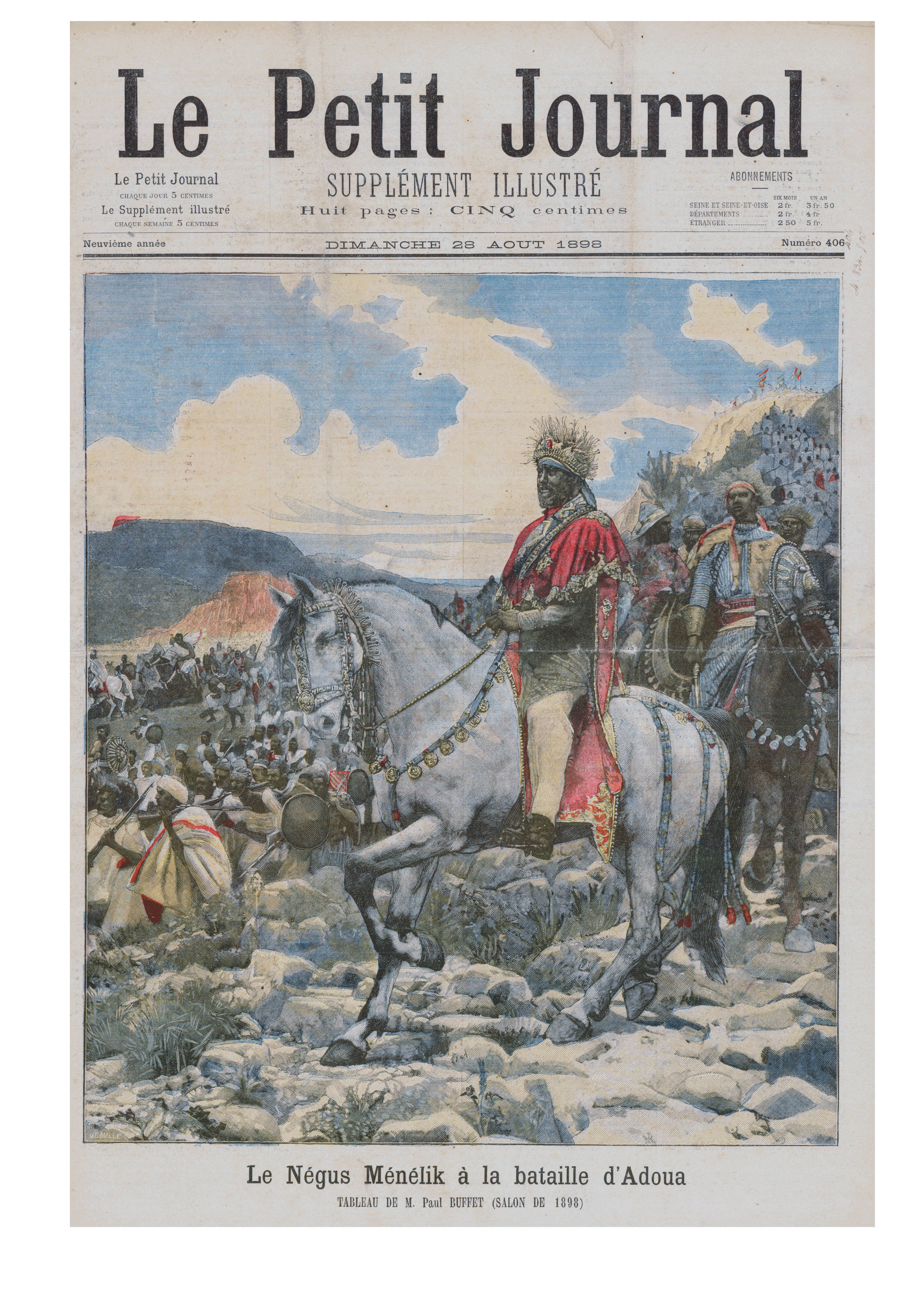
Ménélik II à la bataille d'Adoua

L'Éthiopie atteignit sa plénitude sous le règne de Ménélik II qui tripla l'héritage de ses prédécesseurs. Toutefois, il ne put empêcher l'Europe de se tailler des colonies sur une partie des territoires qu'il revendiquait (Érythrée, Djibouti, Somaliland, Somalie, Afrique orientale et Soudan). En contrepartie, il exigea et obtint la reconnaissance internationale de ses frontières et de sa souveraineté. C'est à partir de ce moment que l'Abyssinie apparut comme un territoire clairement défini sur les cartes.
Cette avancée était en partie le résultat du conflit italo-éthiopien. En 1889, Ménélik II avait reconnu les revendications coloniales italiennes sur l'Érythrée. Cependant, lorsqu'il réalisa que l'Italie avait l'intention de faire de l'Abyssinie un protectorat, les relations entre les deux s'amenuisèrent. Le conflit escalada et il éclata en 1896 lors de la bataille d'Adoua. Les Italiens et les autres pays européens étaient persuadés d'une victoire italienne, mais il en résulta autrement. Ménélik avait remporté la première guerre contre l'Italie et était devenu un exemple de résistance contre l'expansion coloniale.

#### Politique intérieure

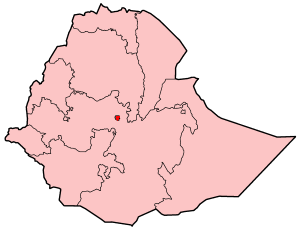
Addis-Abeba

Dans les nouvelles limites de l'Empire, Ménélik II avait mis en œuvre le développement d'une administration plus centralisée réalisant en partie le rêve de Tewodros II. Pour renforcer la centralisation, il avait instauré un système dans lequel il sélectionnait des gouverneurs provinciaux. Il entama aussi la création d'une armée professionnelle de soldats salariés. Ménélik II avait réussi à établir les fondements d'un appareil bureaucratique qui assurait la gestion de l'État contemporain. La zämacha, campagne dont l'objectif militaire ou civil était de pacifier, restait tout de même le principal moyen de gouverner. Fondant son œuvre sur la prééminence des Amharas du Choa, Ménélik II installa au cœur de cette province sa capitale Addis-Abeba, qui devint définitivement le centre stable et permanent de l'empire. 
L'empereur entama également la modernisation de son empire. Il introduisit la première ligne de chemin de fer dont la construction débuta à Djibouti en 1897 et atteignit Addis-Abeba en 1917. Il fit également construire le premier télégraphe, la première ligne téléphonique. Il tenta de mettre en place les bases d'une éducation moderne et la première école publique ouvrit ses portes en 1906.

#### Succession
Atteint par la maladie depuis plusieurs années, Ménélik II désigna en 1909 son petit-fils Iyassou comme son successeur, mais cette nomination fut très mal acceptée par les milieux de la cour. Iyassou n'avait que seize ans lorsqu'il commença à agir en tant que souverain de l'Éthiopie alors même que Ménélik était encore en vie. Ménélik décéda en 1913. Très tôt, une coalition de seigneurs renversa Iyassou lors d'un coup d'État et Zaouditou, la fille de Ménélik II, prit le pouvoir. Toutefois, celle-ci ne s'intéressait pas à la politique et laissait la majorité de l'administration de l'empire au Ras Tafari Makonnen jusqu'à sa mort en 1930.

### Haïlé Sélassié I

#### Politique intérieure

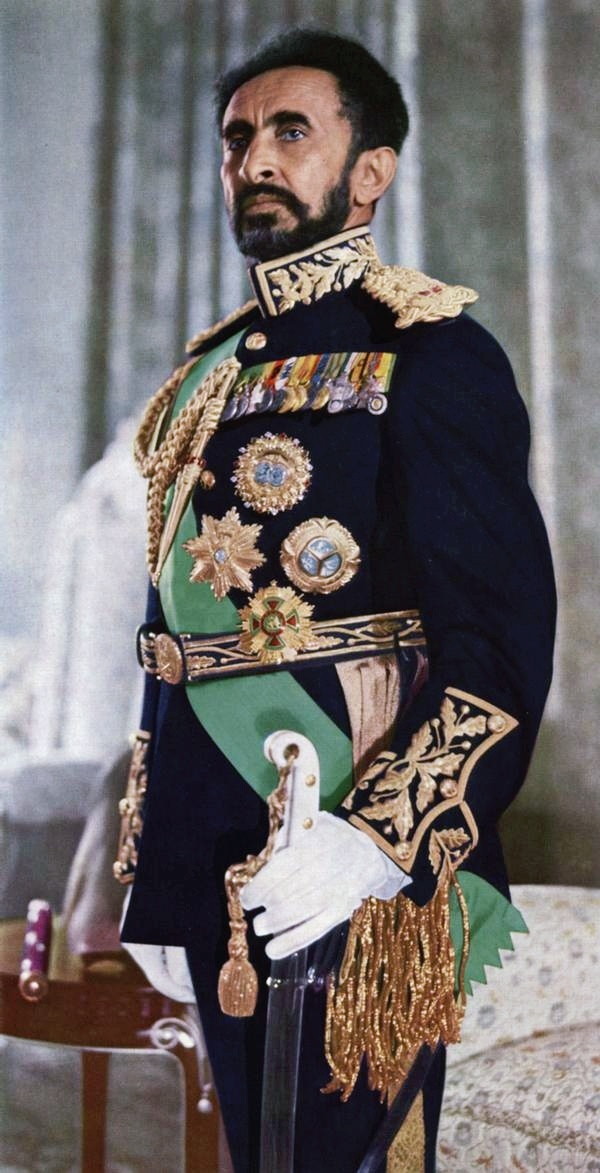
Haïlé Sélassié I

Lorsque Zaouditou décéda en 1930, Teferi prit le plein pouvoir de l'empire et se fit couronner sous le nom de Haïlé Sélassié I.  Dès les premières années de son règne, Haïlé Sélassié prit plusieurs initiatives qui témoignaient de ses ambitions de remplacer la structure traditionnelle du gouvernement décentralisé par une monarchie très centralisée. D'ailleurs, en 1931, il instaura la première constitution du pays qui affirmait que l'empereur était l'unique et suprême source de pouvoir aux yeux de la nation. Cela souleva des inquiétudes parmi les membres des familles nobles. 
Haïlé Sélassié mit en place une série de réformes visant à faire de l'Éthiopie un État unitaire et moderne. Une monnaie nationale fut instituée tandis que la banque d'Abyssinie, qui était la propriété de l'Égypte, devenait la Banque d'Éthiopie, libérant ainsi le pays des fluctuations internationales. Ensuite, il entama un programme de construction routière pour lier plus facilement les provinces à la capitale. Les réformes furent interrompues par l'invasion de l'Italie fasciste en 1935.

#### Politique extérieure
Une initiative importante d'Haïlé Sélassié fut celle d'assurer à l'Éthiopie son admission à la Société des Nations. Cependant, cette opération ne suffit pas à sauvegarder le pays contre l'agression italienne. Mussolini voulait effacer la tache qu'avait laissée la défaite à Adoua et souhaitait incorporer l'Éthiopie à son empire colonial. Cette fois-ci, l'armée de l'Éthiopie n'était pas de taille face à celle de l'Italie. Cela était d'autant plus vrai lorsque l'armée italienne bombarda le territoire éthiopien avec de l'ypérite et du phosphore, armes pourtant interdites par la Convention Internationale de 1925 à laquelle l'Italie et l'Éthiopie avaient adhéré. Haïlé Sélassié s'exila entre 1936 et 1941 en Grande-Bretagne. Il retourna dans son pays lorsque les Italiens furent défaits en Afrique Orientale. L'empereur rencontra des difficultés à son retour notamment puisque l'Érythrée avait été placée sous l'administration britannique depuis qu'elle avait été enlevée aux Italiens en 1941 pour une durée de dix ans. Lorsque ce délai fut terminé, l'Assemblée générale des Nations unies créa la fédération éthio-érythréenne. Cela annexait de nouveau l'Érythrée à l'Éthiopie.

#### Le déclin de l'empire (1960-1974)
Au cours des années 1960, plusieurs événements sont venus perturber la stabilité de l'Empire éthiopien. D'abord, l'Érythrée entra en conflit avec l'Éthiopie en voyant son indépendance mise à mal et le Mouvement de Libération Érythréen s'activa pour l'indépendance de ce territoire. Ensuite, le régime dut affronter une révolte des peuples Oromo et Somali, puis celle du mouvement étudiant. Ces révoltes avaient considérablement miné le maintien de l'empire. Lorsque l'empereur ne fut pas en mesure de répondre adéquatement à la famine nationale ni à la crise internationale du pétrole qui frappaient l'Éthiopie, des protestations à la grandeur du pays éclatèrent. C'est ainsi qu'en 1974 un comité militaire (Derg) renversa l'empereur Haïlé Sélassié et s'empara du pouvoir. Cela marqua la fin de l'Empire éthiopien.